# Campeonato Juvenil de la AFC 1988
El Campeonato Juvenil de la AFC 1988 se realizó del 17 al 28 de octubre en Doha, Catar y contó con la participación de 8 selecciones juveniles de Asia provenientes de una fase clasificatoria.
Irak venció en la final a Siria para ganar el título por cuarta ocasión.

## Participantes
| - Catar (anfitrión) - China - Irak - Japón | - Corea del Sur - Corea del Norte - Siria - Emiratos Árabes Unidos |

## Fase de grupos

### Grupo A
| País            | PTS | J | G | E | P | GF | GC | GD |
| --------------- | --- | - | - | - | - | -- | -- | -- |
| Siria           | 6   | 3 | 3 | 0 | 0 | 4  | 0  | +4 |
| Catar           | 4   | 3 | 2 | 0 | 1 | 9  | 4  | +5 |
| Corea del Norte | 2   | 3 | 1 | 0 | 2 | 4  | 7  | -3 |
| China           | 0   | 3 | 0 | 0 | 3 | 3  | 9  | -6 |

| Equipo 1        | Resultado | Equipo 2        |
| --------------- | --------- | --------------- |
| China           | 0-1       | Siria           |
| Catar           | 4-1       | Corea del Norte |
| Corea del Norte | 0-2       | Siria           |
| Catar           | 5-2       | China           |
| Siria           | 1-0       | Catar           |
| Corea del Norte | 3-1       | China           |

### Grupo B
| País          | PTS | J | G | E | P | GF | GC | GD |
| ------------- | --- | - | - | - | - | -- | -- | -- |
| Irak          | 5   | 3 | 2 | 1 | 0 | 3  | 1  | +2 |
| EAU           | 4   | 3 | 1 | 2 | 0 | 2  | 1  | +1 |
| Corea del Sur | 3   | 3 | 1 | 1 | 1 | 3  | 2  | +1 |
| Japón         | 0   | 3 | 0 | 0 | 3 | 3  | 7  | -4 |

| Equipo 1      | Resultado | Equipo 2      |
| ------------- | --------- | ------------- |
| Japón         | 1-3       | Corea del Sur |
| Irak          | 0-0       | EAU           |
| Corea del Sur | 0-1       | Irak          |
| Japón         | 1-2       | EAU           |
| Irak          | 2-1       | Japón         |
| EAU           | 0-0       | Corea del Sur |

## Fase final

### Semifinales
| Equipo 1 | Resultado   | Equipo 2 |
| -------- | ----------- | -------- |
| Irak     | 1-1 (5-4 p) | Catar    |
| EAU      | 0-2         | Siria    |

### Tercer lugar
| Equipo 1 | Resultado | Equipo 2 |
| -------- | --------- | -------- |
| EAU      | 0-2       | Catar    |

### Final
| Equipo 1 | Resultado   | Equipo 2 |
| -------- | ----------- | -------- |
| Irak     | 1-1 (5-4 p) | Siria    |

## Campeón
| Campeonato Juvenil de la AFC 1988 |
| --------------------------------- |
| Bandera de Irak                   |
| Irak 4º Título                    |

## Clasificados para el Mundial Sub-20
| - Irak | - Siria |